# Vodelée
Vodelée (en wallon Vôdlêye) est une section de la commune belge de Doische située en Wallonie dans la province de Namur.
C'était une commune à part entière avant la fusion des communes de 1977.
À Vodelée, on retrouve des maisons construites en marbre rose de la carrière locale (les blocs de mauvaise qualité étaient souvent récupérés en tant que matériel de construction).

## Évolution démographique
- Source: DGS, 1831 à 1970=recensements population, 1976= habitants au 31 décembre

## Patrimoine
- Eglise de la Conception de la Sainte-Vierge. Edifice éclectique daté de 1871[1].
- Ancienne ferme fortifiée du XVIIe siècle, rue Basse-Voye[2].
- Chapelle Notre-Dame de Bonne Fontaine, au lieu-dit Bonne Fontaine. Reconstruite en 1929 à l'imitation du sanctuaire du 1er tiers du XVIIe siècle[3].
- Ancien moulin isolé à l'ouest du village, situé sur la rive de l'Hermeton portant le millésime de 1791[3].
- Chapelle Saint-Hubert au lieu-dit Sommelette datant de 1832[4].

## Personnalités liées à Vodelée
- L'architecte Jean Delhaye est né à Vodelée le 15 août 1908.